# 꼬마 유령 캐스퍼 3 - 캐스퍼와 웬디
꼬마 유령 캐스퍼 3 - 캐스퍼와 웬디(Casper Meets Wendy)는 미국에서 제작된 숀 맥나마라 감독의 1998년 가족, 판타지, 모험 영화이다. 힐러리 더프 등이 주연으로 출연하였고 마이크 엘리엇 등이 제작에 참여하였다.

## 출연

### 주연
- 힐러리 더프

### 조연
- 제레미 폴리
- 빌리 버넷
- 클레이 크로스비
- 릭 딘
- 셜리 듀발
- 빌 파머
- 로드먼 플렌더
- 마리아 포드
- 블레이크 포스터
- 테리 가
- 로저 핼스턴
- 조지 해밀턴
- 제스 하넬
- 세바스찬 히지그
- 짐 잭맨
- 릭키 루나
- 마이클 맥도널드
- 트래비스 맥켄나
- 리처드 몰
- 캐시 모리어티
- 패트릭 리치우드
- 로건 로빈스
- 빈센트 쉬아벨리
- 폴리 쇼어
- 벤 스타인
- 앨런 시크
- 캐스퍼 반 디엔
- 짐 워드
- 숀 맥나마라

## 제작진
- 공동제작: 에이미 골드버그
- 공동제작: 롭 커크너
- 라인프로듀서: 조셉 P. 겐니어
- 라인프로듀서: 마이크 업턴
- 미술: 샤논 덴튼
- 미술: 나바
- 의상: 타미 모어
- 의상: 리나 레몬
- 배역: 줄리 애쉬턴

## 한국어 더빙 성우진(MBC, 2001년 10월 3일)
- 이미자 - 캐스퍼 (제레미 폴리)
- 박선영 - 웬디 (힐러리 더프)
- 김태훈 - 데스몬드 (조지 해밀턴)
- 이인성 - 홀쭉이(유령) (빌 파머)
- 최석필 - 뚱보(유령) (제스 하넬)
- 김호성 - 하수구(유령) (짐 워드)
- 홍승옥 - 거트(마녀)
- 정남 - 패니(마녀) (테리 가)
- 엄현정 - 개비(마녀) (셜리 듀발)
- 신성호 - 줄스 (리처드 몰)
- 권혁수 - 빈센트 (빈센트 쉬아벨리)
- 김영선
- 윤성혜
- 장성호
- 김기철
- 김용준
- 고성일
- 이자옥
- 채의진
- 최한